# François Louis Parisel
François Louis Parisel (Lione, 15 ottobre 1841 – Newark, 5 luglio 1877) è stato un medico francese.
Fu una personalità della Comune di Parigi.

## Biografia
Figlio di un fabbricante di prodotti chimici, studiò medicina e farmacia, laureandosi nel 1866 con la tesi De l'acide phénique au point de vue pharmaceutique. Esercitò la professione a Parigi, nel XV arrondissement.
Nel 1870, durante l'assedio di Parigi, fu delegato al Comitato centrale dei venti arrondissement municipali e il 6 gennaio 1871 fu tra i firmatari dell'Affiche rouge, il Manifesto rosso che richiedeva le dimissioni del governo di Difesa nazionale e la proclamazione della Comune.
Il 26 marzo fu eletto al Consiglio della Comune dal VII arrondissement e fece parte della Commissione sussistenza. Dal 2 maggio fu delegato alla Delegazione scientifica per l'applicazione militare dei prodotti chimici.
Fuggito a Londra alla caduta della Comune, fu condannato a morte in contumacia dalla corte marziale di Versailles. Si trasferì in seguito negli Stati Uniti, dove morì nel 1877.